# Effet Hanle
L'effet Hanle est une réduction de la polarisation de la lumière lorsque les atomes émettant la lumière sont soumis à un champ magnétique dans une direction donnée, et quand ils ont eux-mêmes été excités par une lumière polarisée.
Autrement dit, la polarisation atomique peut être modifiée par de faibles champs magnétiques, donc la polarisation des photons diffusés peut également être modifiée.
L'effet est nommé en référence à Wilhelm Hanle, qui a été le premier à le décrire dans Zeitschrift fur Physik en 1924. La compréhension de ce phénomène est liée à des développements subséquents importants en physique quantique
.

## Applications
- L'observation de l'effet Hanle sur la lumière émise par le Soleil est utilisée pour mesurer indirectement les champs magnétiques à l'intérieur du soleil, voir :
  - Polarisation (astronomie)
  - Imagerie par spectroscopie (en)

### Autres références
- Wolf-Dieter Hasenclever: Bau einer Apparatur zur Messung von Lebensdauern angeregter Atomzustände mit Hilfe des Hanle-Effekts. Freiburg, 1970 (Zulassungsarbeit, PDF-Datei; 3,69 MB). « Construction d'un appareil pour mesurer la durée de vie des états excités nucléaires utilisant l'effet Hanle. »